# Andernach
Andernach város Németországban, Rajna-vidék-Pfalz tartományban, Mayen-Koblenz járásban, a Rajna mellett. Németország egyik legrégebbi városa, mely 1988-ban ünnepelte fennállásának 2000 éves évfordulóját. A városnak 30.000 körüli lakosa van; uralkodó iparágai a fém, gyógyszer- és kémiai ipar. 

## Fekvése
Bonntól délkeletre, a Rajna mellett fekvő település.

## Nevének eredete
Eredeti latin neve valószínűleg a kelta Antunnacum (Antunnacos) szóból származik, mely Antunnacum falut jelent. Nevét először a Belgiumban, Tongerenben fekvő 3. századi római mérföldkő jelezte.

## Története

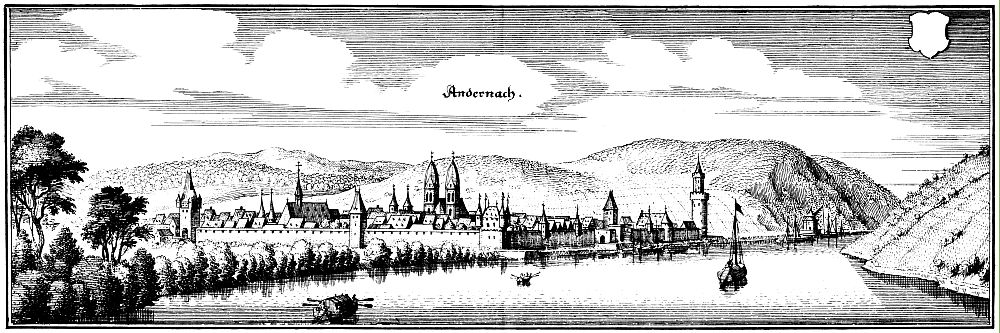
Andernach egy 1646-os metszeten

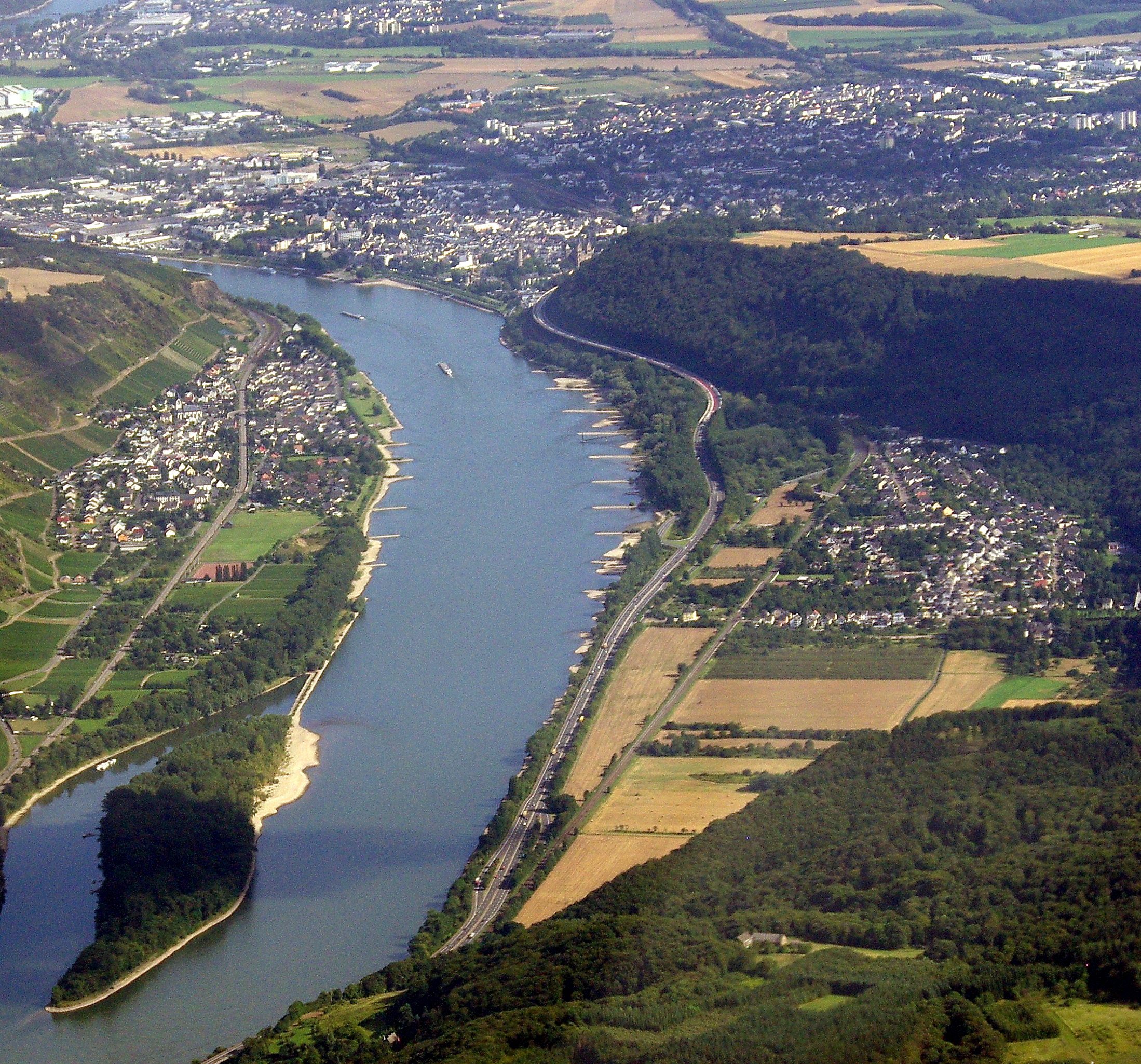
A város látképe légifelvételről

A római korban Antunnacum erődként, a 6. században frank királyi udvarként említették.
Nagyrészt jó állapotban fennmaradt városfala a 14.-15. századból való. 
A városfal részei: Koblenzi-kapu (Koblenzer Tor), a román és a gótikus Rajnai kapu (Rheintor), a Kikötőhely (Landebrüche) és a nyugati városszélen található 55 méter magas 1452-ben épült Kerek-torony (Runder Turm), amelynek tetejéről igen távolra ellátni. A koblenzi kapu mellett pedig az egykori kurkölni kastély romjai láthatók parkolókkal övezve. A piac téren áll a késő gótikus Városháza (Rathaus), mely 1572-ben épült.  Udvarában a 14. századból való zsidó rituális fürdő található. A piactértől keletre áll a 14-15. századi evangélikus templom (Evangelische Kirche). Nyugatra áll a Miasszonyunk-temploma (Liebfrauenkirche, vagy Mariendom), mely figyelmet érdemlő belső kiképzéssel épült kiemelkedően szép 13. századi román kori építmény. A Rajna menti parkok végén pedig az 1554 és 1559 között létesített városi daru (Stadthkrahn) látható, amely egészen 1911-ig használatban volt.
Az 1620-ban épült Leyenscher Hof-ban tájmúzeum látható.

## Nevezetességek
- Városfal és részei
- Városháza - gótikus stílusban épült 1572-ben.
- Hideg vizes gejzír
- Evangélikus templom
- Miasszonyunk temploma
- Tájmúzeum

## Galéria

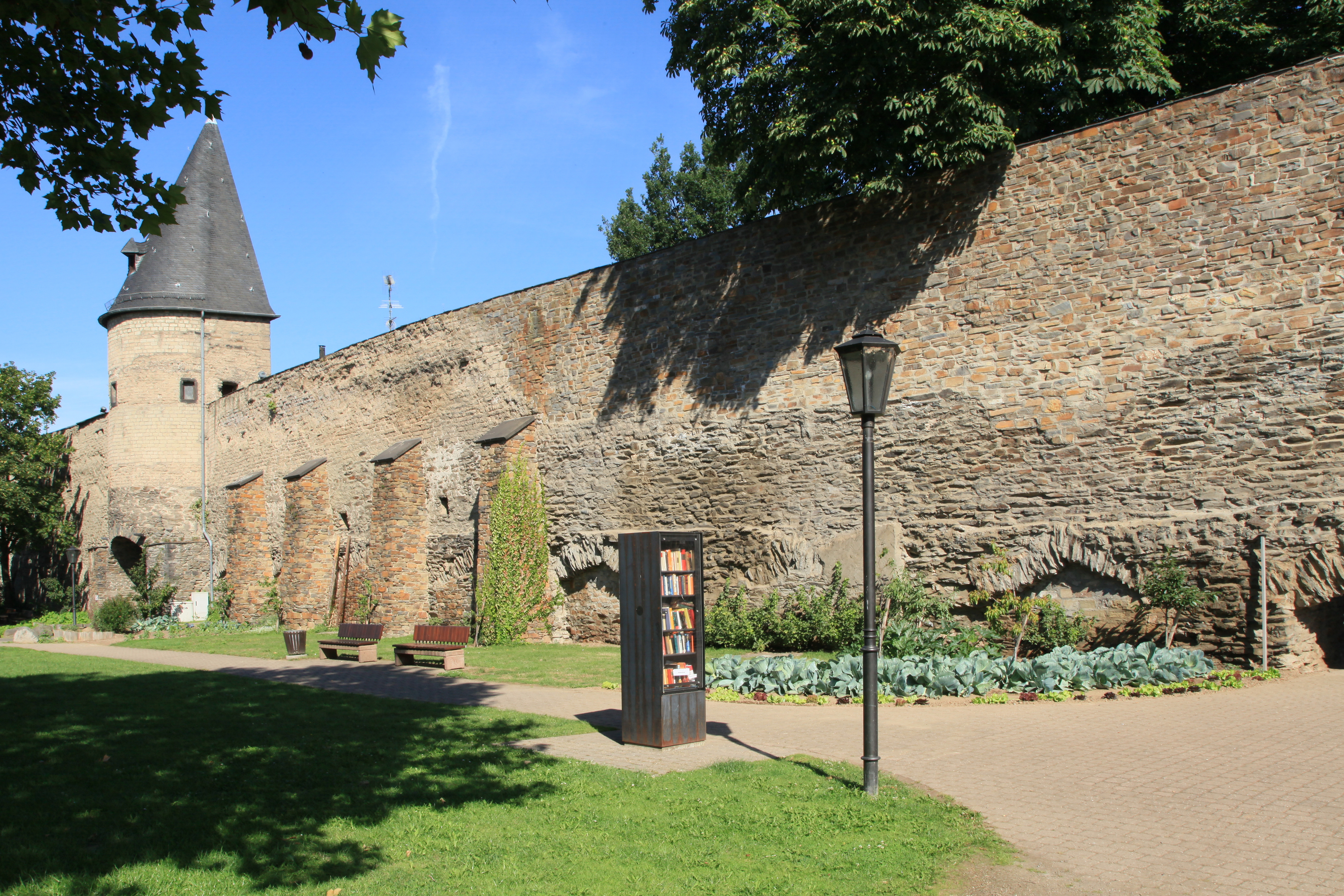
Az ősi városfal részlete
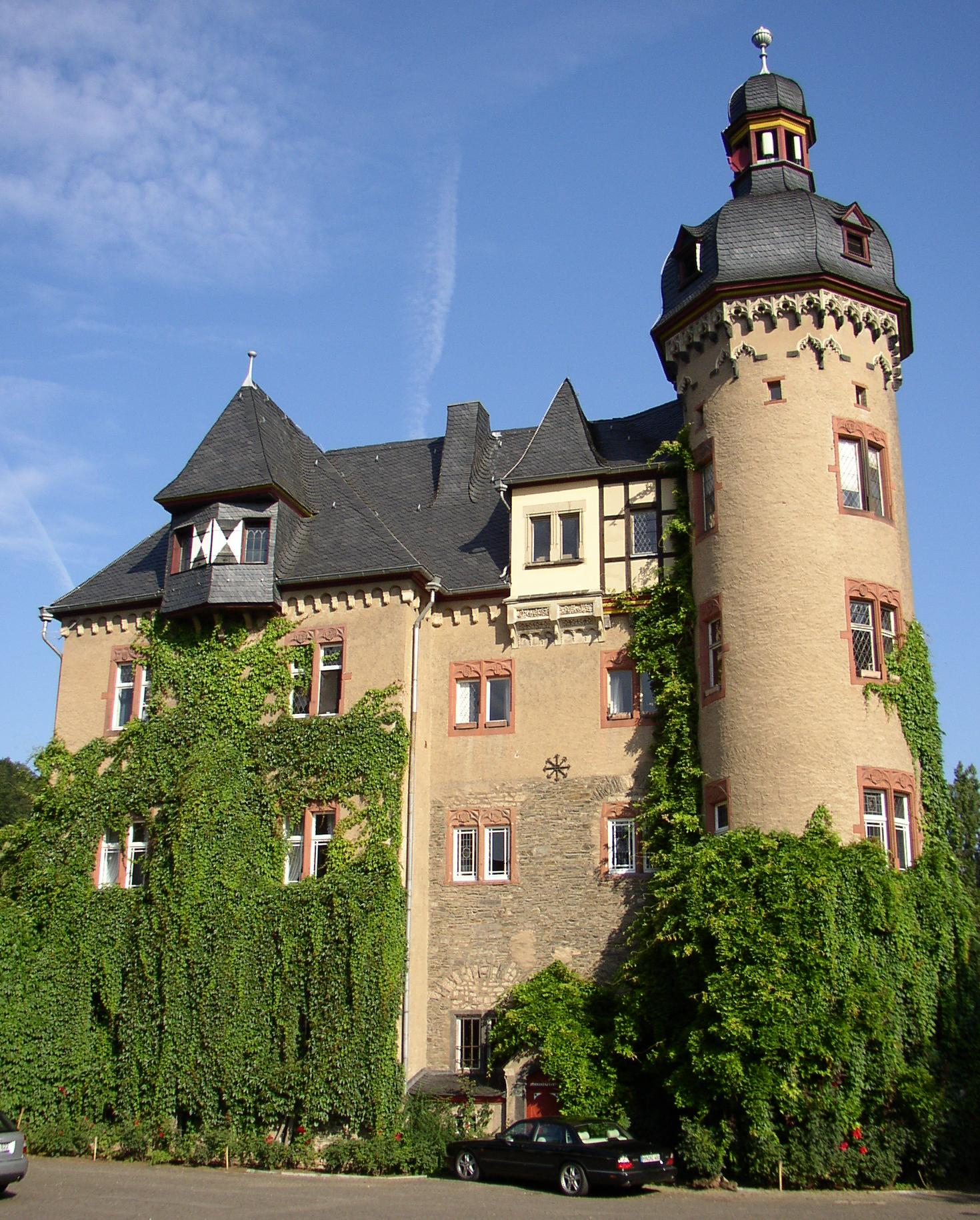
Namedy kastély (déli oldal)
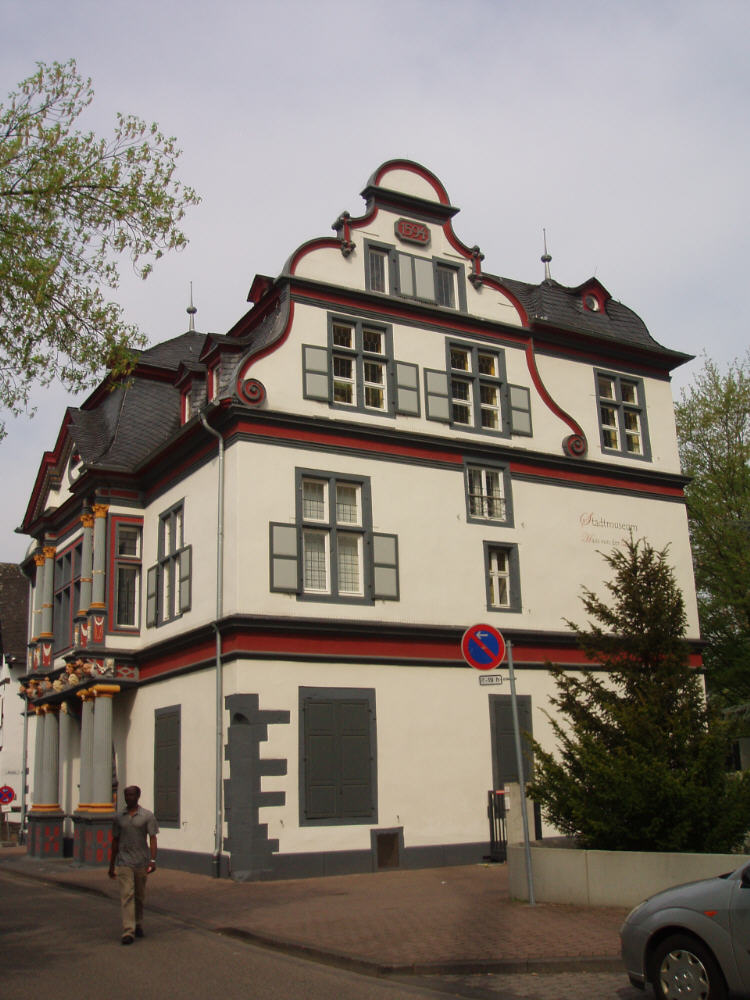
A városi múzeum épülete
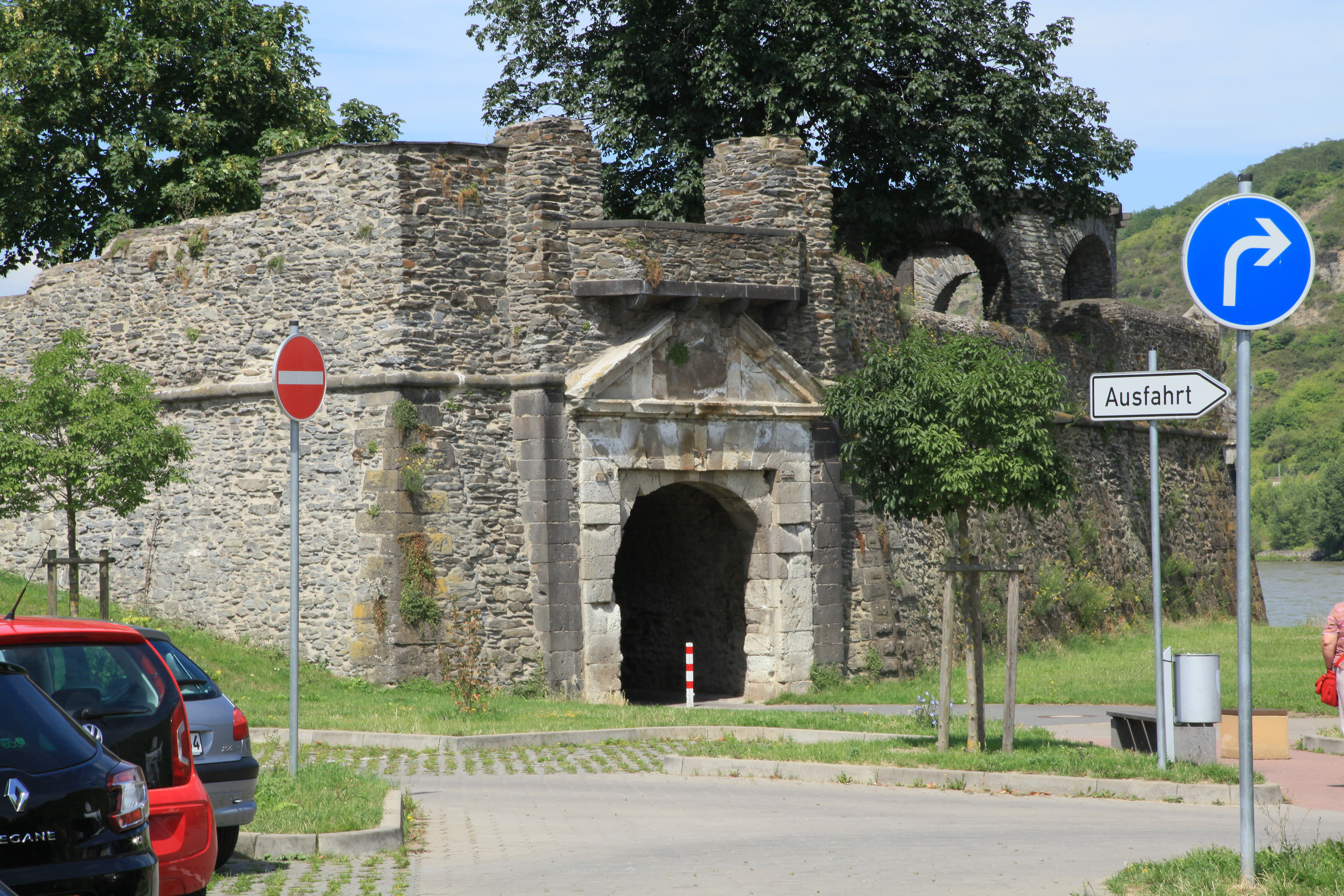
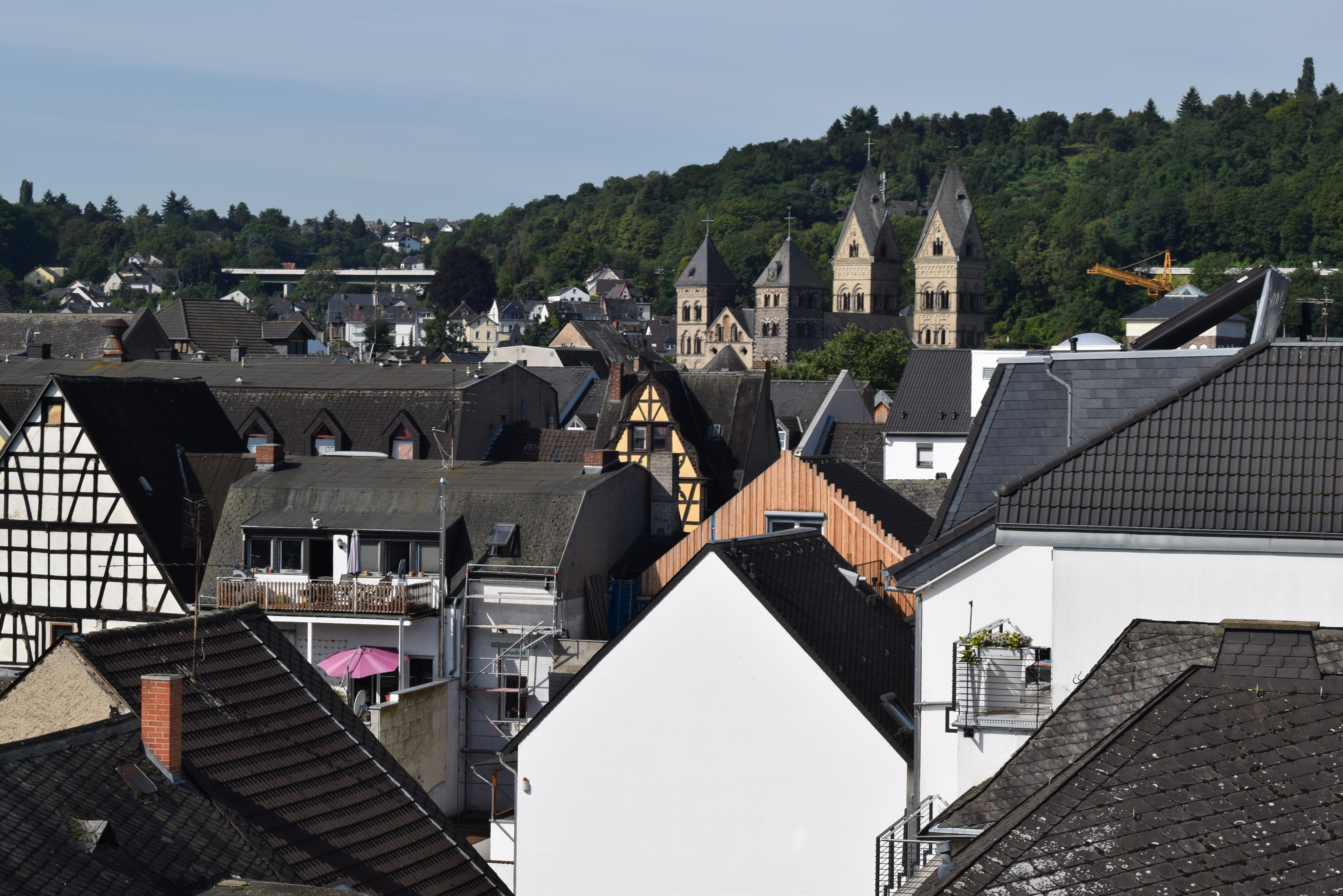
Maria Himmelfahrt templom látképe
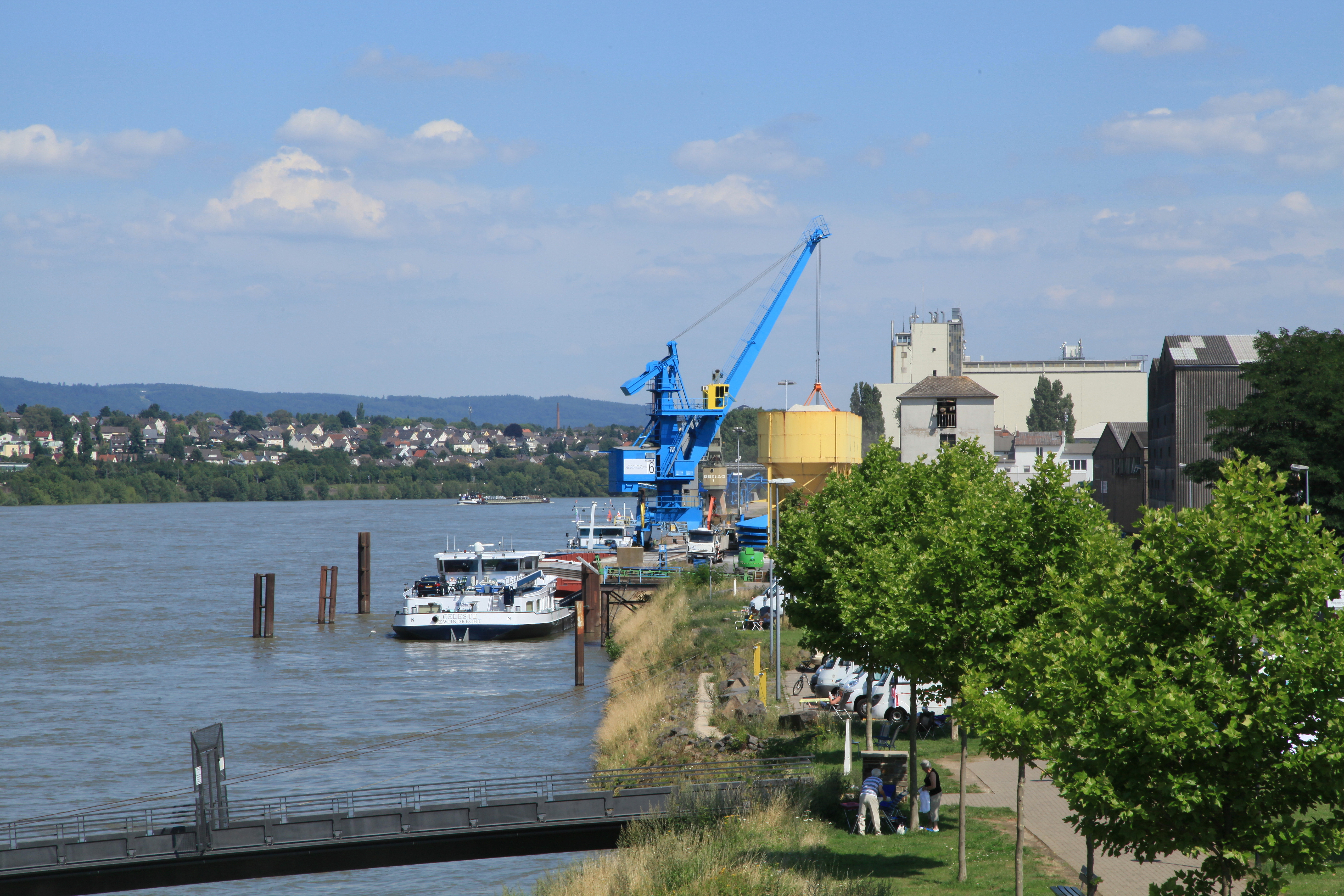
A Rajna egy részlete a városban
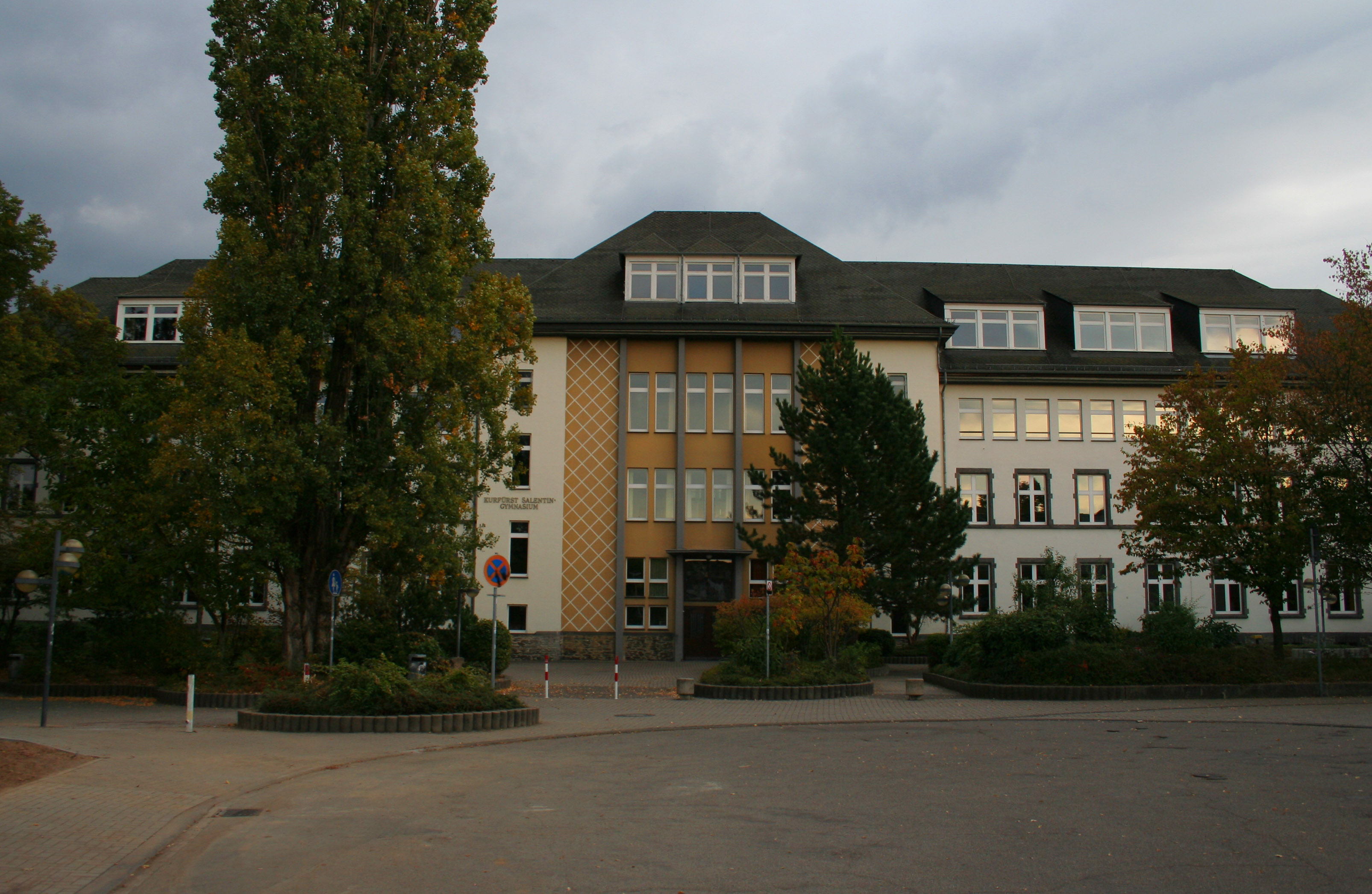
A Salentin-Iskola
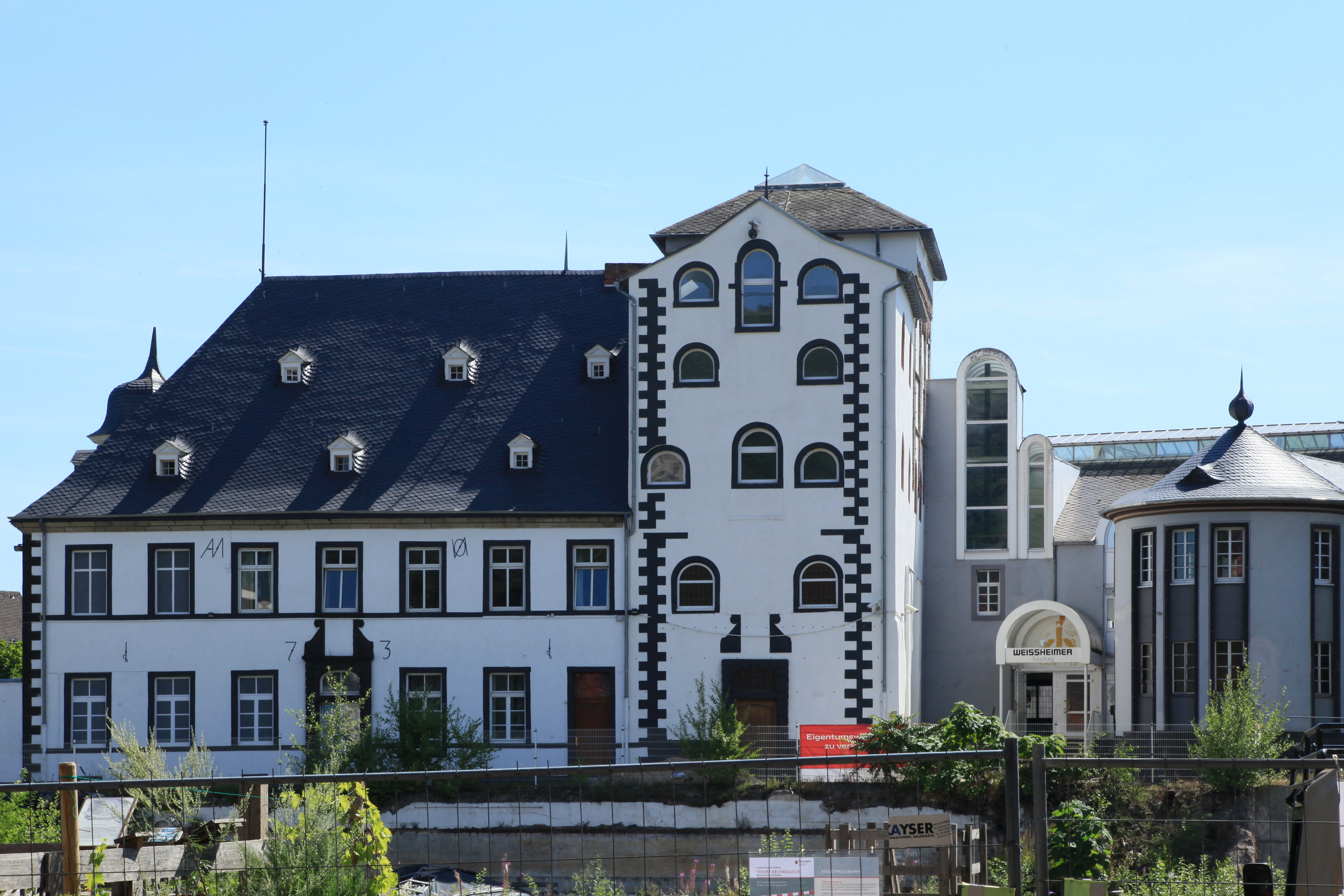
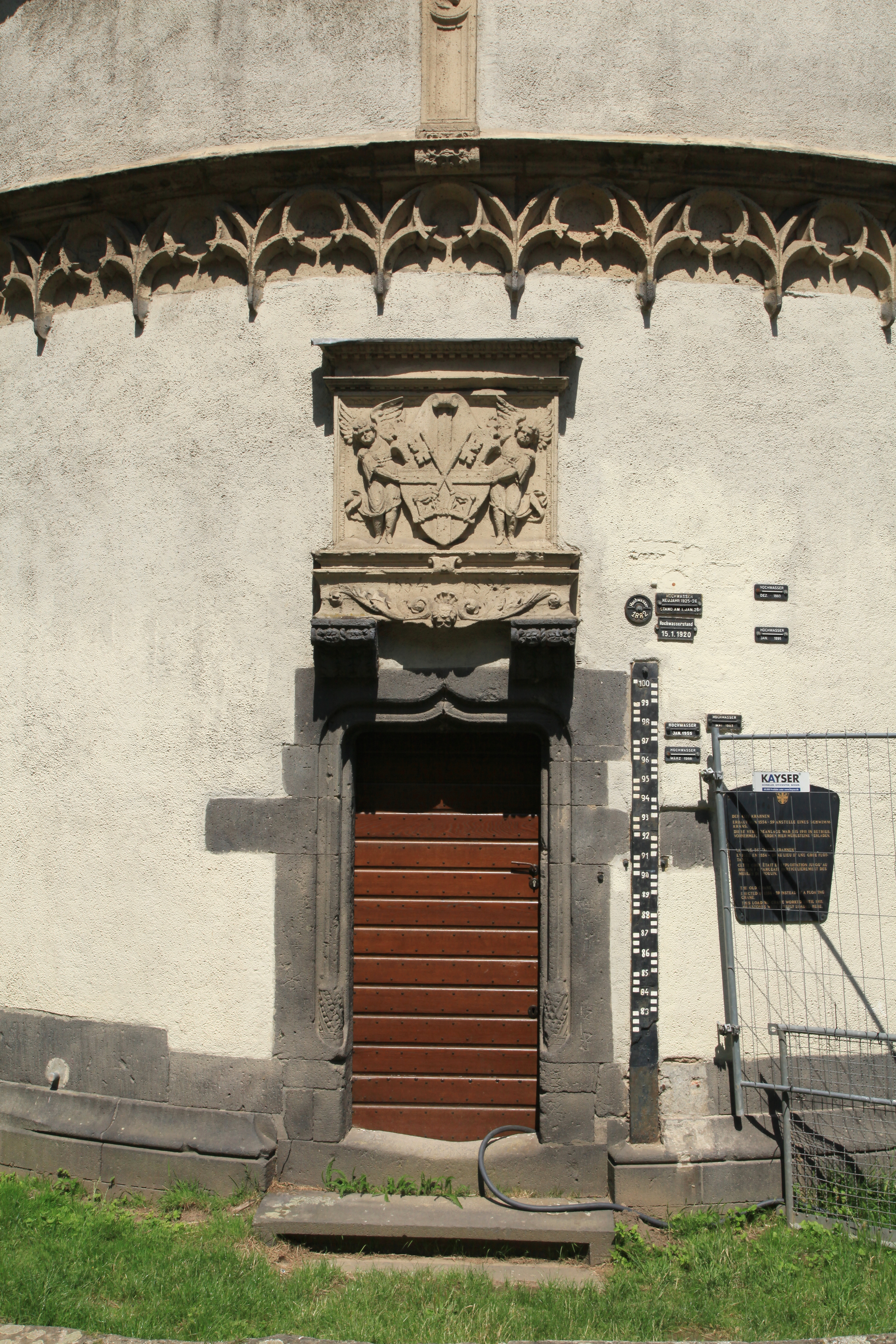